# 亞皆老街集中營
亞皆老街集中營（Argyle Street Camp），也称为亞皆老街戰俘營，是一座日軍在日佔時期設於香港的戰俘營，位於亞皆老街、太子道、科發道一帶。亞皆老街集中營本用作收容難民，在第二次世界大戰被日軍用於拘留被俘獲的同盟國軍官，其後用作拘留越南船民，現已遭到拆卸。

## 收容情況
亞皆老街集中營位於亞皆老街、太子道、科發道一帶:150。在日軍使用前，亞皆老街集中營本來用作收容難民；香港保衛戰爆發後，日軍開始在此拘留戰俘，他們主要是印度裔人士。日軍在1941年末完全佔領香港，起初沒有收容戰俘的計劃，只是把他們囚禁在深水埗和北角的收容所。根據戰俘憶述，1940年的亞皆老街集中營囚禁了1,000人，其中700人是印度人；戰俘們試圖維持營內的秩序，但他們經常就糧食分配等各種問題爭論不休:18。
後來，香港有戰俘成功逃脫，日軍對戰俘的管理開始變得嚴密。1942年，日軍重組戰俘營，亞皆老街集中營改用作拘留被俘軍官，原有的印度華人戰俘則遷離到別處；一些加拿大人和英國海軍軍人也從亞皆老街集中營遷移至北角集中營:29。重組後，亞皆老街集中營拘禁的戰俘大多數是軍官，另外有百多名其他軍銜的兵員，這百多人主要是勤務兵和炊事员:42。
英軍軍官何禮文曾打算通過窩打老道的地下排水系統進入亞皆老街集中營，從而與被囚戰俘通訊、並計劃組織戰俘集體逃脫，請求東江縱隊協助；東江縱隊同意提供協助，但計劃因風險過高而告吹:57–58。而聖德肋撒堂的神父曾獲准前往集中營，主持彌撒等天主教儀式。
1944年，亞皆老街集中營的戰俘遷至位於深水埗的收容所；同年，起初的印度裔戰俘又被移回亞皆老街集中營，直至戰爭完結:250。

## 後續和拆卸
戰爭結束後，亞皆老街集中營主要用作拘留大量涌入香港的越南船民，一度收容了25,000名難民；慈善組織救助兒童會曾派員到集中營，為營內的難民提供援助:326。此外，駐港英軍通用运输连亦曾設於亞皆老街集中營:199。
亞皆老街集中營現已遭到拆卸；一名曾經在1991年到集中營參與義工服務的人士認為，集中營關閉於1992年。

## 相關的日軍戰爭罪行
在第二次世界大戰過後的戰犯審判中，德永功大佐（音譯；Tokunaga Isao）、齋藤俊吉大尉（音譯；Saito Shunkichi）和田中齊中尉（音譯；Tanaka Hitochi）三名日軍軍官一同被控犯下戰爭罪行，稱其與亞皆老街集中營的不人道對待戰俘行為有關，導致生理上的痛苦和死亡；田中齊是亞皆老街集中營長，他額外被控涉入集中營的不當對待戰俘行為:143。德永功認為戰俘在某些情況有份兒促成自己的不適，他已完全運用權力來改善戰俘的狀況；齋藤俊吉指他無需負責戰俘的健康，只負責監管戰俘的醫療人員進行診斷和治療工作，而且已經盡力；田中齊認為他的權力有限，因此不需為他們的不當行為負責。最終，軍事法庭只裁定齋藤俊吉的罪名成立。